# Angèle de la Barthe
Angèle de la Barthe (c. 1230 - 1275) era uma mulher de Toulouse, França, que foi julgada por bruxaria e condenada à morte pela Inquisição medieval em 1275. Ela foi popularmente descrita como a primeira pessoa a ser colocada à morte por feitiçaria herética durante as perseguições de bruxas medievais. Estudiosos recentes têm sugerido que a sua história e julgamento, foram fabricados por um escritor do século 15.

## Acusação, julgamento e execução
Ela foi acusada pelo Inquisidor Hugues de Beniols (o chefe supremo da Inquisição de Toulouse) de ter relações sexuais habituais com o Diabo e dar à luz, sete anos antes dos 53 anos de idade, a um monstro com cabeça de lobo e uma cauda de serpente. O único alimento do monstro consistia em bebês, que eram mortos por Angele de la Barthe ou retirado da sepulturas dos cemitérios de Tolouse. Ela confessou ter alimentado seu filho com bebês por dois anos, antes de o monstro fugir no meio da noite. Ela também se vangloriou de ter tido relações sexuais com o Diabo. Angèle de la Barthe foi considerada culpada e queimada viva na Praça Saint Stephen, em Toulouse.

## Legado
Estudiosos contemporâneos têm dúvidas sobre a veracidade da história de Angèle de la Barthe, pois não há menção de seu julgamento nos registros de Toulouse da época. Além disso, em 1275, a bruxaria ainda não era considerada um crime. Em última análise, a crônica do século XV a partir do qual a história dela deriva é considerada ficcional.